# Диярбекир (эялет)
Эялет Диярбекир (осман. ایالت دیاربكر‎) — административно-территориальная единица Османской империи. Существовал в 1515—1867 годах с площадью в 52 660 км². Образовался из земель, захваченных в Персии (на нынешних землях Восточной Турции и Северного Ирака). В 1867 году преобразован в вилайет Диярбекир.

## История
Диярбекир длительное время принадлежал государству Ак-Коюнлу, а потом Сефевидам, будучи важной крепостью персов в Анатолии. В 1514 году в результате победы османского войска над персами в Чалдыранськой битве Западная Анатолия был присоединён к Османской империи. Этому также способствовал переход на сторону Порты курдских феодалов.
В сентябре 1515 года был занят Диярбекир. 4 ноября того же 1515 года, учитывая стратегическое положение вокруг Диярбекира, было образовано бейлербейство. Первым, кто занял эту должность стал Бикли Мехмед-паша. Впрочем лишь в 1517 году господство в эялете турок-османов окончательно закрепилось. Вскоре эялет превратился в важную базу защиты анатолийских владений Османской империи и наступления на Южный Азербайджан и Северный Ирак, особенно в военных кампаниях 1535 и 1554 годов. С 1536 года здесь обустроен монетный двор (впоследствии закрыт и восстановлен в 1575 году).
В течение 1530—1570-х лет в эялете Диярбекир построены многочисленные мечети, медресе и минареты. Довольно быстро снискали уважение и авторитет учебные заведения, где учился известный суфийский поэт Ибрагим Гюльшени. Вскоре превратился в образовательный и культурный центр Анатолии. В 1591 году в рамках общей реформы преобразуются в эялет.
В начале XVII века в эялете Диярбекир происходили многочисленные восстания крестьян, вызванные острым экономическим кризисом. Впоследствии к этому добавилась структурный кризис из-за неэффективного управления. Всё это негативно сказалось на экономической и социальной ситуации в провинции. Некоторое улучшение ситуации наблюдалось в 1630-х годах благодаря решительным действиям османского султана Мурада IV по преодолению злоупотреблений и коррупции.
Во 2-й половине XVIII века по приказу Сары Абдуррахман-паши была построена городская библиотека в Диярбекире. В начале XIX века по инициативе Сулейман-паши проведена значительная реконструкция Диярбекира. С 1780-х лет фактически руководили мутесилимы, которых назначали паши из других эялетов, при этом сочеталось управления несколькими эялетами). Вначале Диярбекир управлялся пашами эялета Кастамону, потом пашами Румского и Марашского эялетов. Это вызвало ухудшение общей ситуации в эялете, усиление сепаратизма среди курдских беков, усилению коррупции и других злоупотреблений, что усилилось с 1810-х годов.
Восстановление управляемости началось с конца 1820-х годов. В 1839 году с началом Танзимата начались изменения в управлении эялетом Диярбекир, что ограничило власть военных и укрепило судебные органы. Вместе с тем, изменения особо не задевали Диярбакирский эялет до 1845 года. В 1849 году он становится частью эялета Курдистан. В 1867 году восстановлен самостоятельный Диярбекирский эялет, который того же года преобразовано в вилайет Диярбекир.

## Структура
Диван бейлербея состоял из 24 человек. До 1526 года провинция делилась на 12 санджаков: Диярбакыр, Синджар, Мардин, Биреджик, Урха, Сиверек, Чермик, Елязиг, Эргани, Арапгир, Кигы, Чемишгезек.
В 1526 году количество санджаков было увеличено до 16 (вследствие побед над персами) — добавились Мосульский, Хитский, Дайр-эз-Заурский, Рахбаский, Санчагиский санджаки.
В 1560 году после новых изменений, количество санджаков уменьшено до 15. Мосульский санджак превратился в отдельный эялет.
Во всех санджаках Диярбекира существовали тимары (688) и зеамети (42). В XVII веке в общем сипахи могли выставить 2,992 всадника. Кроме того, отдельно от санджаков закреплено пределы хакиметов или тюлюмети (наследственных владений курдских беков, что признавали превосходство султана). Впрочем, их статус приравнивался к зеаметов. С хакиметов курды выставляли 6008 всадников. Доход от хаси бейлербея (впоследствии паши) составил 120 тыс. акче, санджакбеев — от 100 тыс. до 500 тыс. акче.

## Руководители
В течение 1515—1867 лет изменилось 259 пашей. К 1600 году среднее время нахождения на посту паши составил 2,5 года, в 1600—1800 годах паши руководили около 1,5 года каждый. Дольше всех руководил первый бейлербей Бикли Мехмед-паша — с 1515 до 1521 год. Самая короткая правления была у Челеби Юсуф-паши — 10 дней (в 1703 году).